# Dr. Kurt Neven DuMont-Medaille
Die Dr. Kurt Neven DuMont-Medaille war eine Auszeichnung der Kommunikations- und Medienbranche. Sie wurde bis 2013 von der Westdeutschen Akademie für Kommunikation in Köln verliehen.

## Geschichte
Der Verleger Kurt Neven DuMont gehörte zu den Gründern und Förderern der ehemals „Rheinisch-Westfälischen Werbefachschule“, die 1991 in „Westdeutsche Akademie für Kommunikation Köln“ umbenannt wurde. 1975 regte der Mitbegründer und damalige Leiter der Akademie, Hans Ludwig Zankl, die Entwicklung einer Auszeichnung an, die dem ehrenden Gedächtnis des Gründungspräsidenten dienen sollte. Persönlichkeiten oder Institutionen des öffentlichen Lebens, die sich in besonderem Maße für die Entwicklung der Kommunikations- oder der Medienbranche eingesetzt hatten, sollten alljährlich mit dieser Medaille ausgezeichnet werden. Der Sohn des Geehrten, Alfred Neven DuMont, griff diese Anregung auf und ließ eine Medaille entwerfen.

## Medaille
Die Kölner Künstlerin und Medailleurin Agatha Kill gewann 1976 den 1. Preis im „Wettbewerb für Entwurf und Ausführung der Dr. Kurt Neven DuMont-Medaille“. Die in Bronze gegossene Medaille hat einen Durchmesser von 119 mm. Sie trägt auf der Vorderseite die Aufschrift „Dr. Kurt Neven DuMont-Medaille“ und auf der Rückseite „Für besondere Verdienste um die Werbung – Werbefachliche Akademie Köln“. Die Medaille wurde erstmals 1976 zum zwanzigjährigen Bestehen der damaligen Werbefachschule verliehen.

## Preisträger
| - 1976: Jochen Nieder-Schabbehard, Horst Schneider, Johannes Zielinsky - 1977: Carlhanns Damm, Erwin Barth von Wehrenalp, Hans-Ludwig Zankl - 1978: Hubert Strauf - 1979: Norbert Handwerk - 1980: Dankwart Rost - 1981: Paul W. Meyer, Gerd F. Heuer - 1982: Dieter Ebert, Karl-Heinz Zappe - 1983: Hans C. Sieh - 1984: Rolf W. Eggert - 1985: Harry Damrow - 1986: Helmut Sihler - 1987: Ferdinand Mülhens, Curt G. Neumeister | - 1988: Fritz Hermanns - 1989: Georg Baums, Udo Koppelmann, - 1990: Helmut Thoma - 1991: Heribert Meffert - 1992: Alice Schwarzer - 1993: AG Arsch huh - 1994: Franz Xaver Ohnesorg - 1995: Vilim Vasata - 1996: Jürgen Schrader - 1997: Minister Wolfgang Clement - 1998: Art Cologne | - 1999: Ron Sommer - 2000: Paulus Neef - 2001: Klaus Zumwinkel - 2002: Reiner Calmund - 2003: Lothar S. Leonhard - 2004: Jürgen Knauss - 2005: Michael Fröhling, Hermann R. Müller - 2006: Frank Schätzing - 2010: Rotary International - 2012: Bernhard Mattes für Ford (Köln) - 2013: Alain Caparros für die REWE Group |